# Baron Inverforth

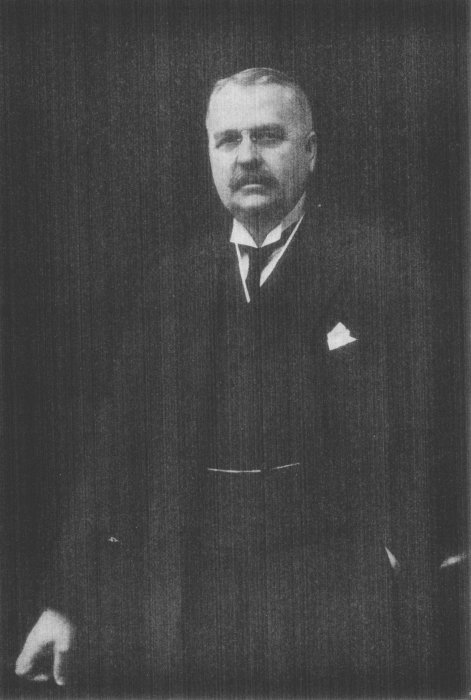
Andrew Weir, Premier Baron Inverforth

Baron Inverforth est un titre de la pairie du Royaume-Uni créé en 1919 pour Andrew Weir, armateur anglais et ministre du gouvernement de coalition du Royaume-Uni.

## Liste des barons Inverforth
- 1919-1955 – 1er baron : Andrew Weir (1865-1955)
- 1955-1975 – 2e baron : Andrew Alexander Morton Weir (1897-1975)
- 1975-1982 – 3e baron : Andrew Charles Roy Weir (1932-1982)
- depuis 1982 – 4e baron : Andrew Peter Weir (né en 1966)[1]